# 신우오노메정
신우오노메정(新魚目町)은 일본 나가사키현 미나미마쓰우라군에 있던 정이다.
2004년 8월 1일에, 아리카와정·가미고토정·와카마쓰정·나라오정과 합병해 신카미고토정이 되었다.

## 역사
- 1889년 4월 1일 - 정촌제 시행에 의해 미나미마쓰우라군 오노메촌, 기타오누메촌이 성립하였다.
- 1956년 9월 30일 - 오누메촌, 기타오누메촌이 합병해, 신우오노메정이 되었다.
- 2004년 8월 1일 - 아리카와정·가미고토정·와카마쓰정·나라오정과 합병해, 신카미고토정이 되었다.